# Светско првенство у биатлону 1963.
Светско првенство у биоатлону 1963. било је 5. светско првентво у биатлону у мушкој конкуренцији 3. фебруара 1963. у аустријсок граду Зефелд у Тиролу.  Одржана је само једна трка у дисциплини појединачно на 20 км, за коју су додељене медаље. Резултати у екипној конкуренцији добијени су сабирањем времена тројице најбољих такмичара земље коју су заступали. Ови резултати су били незванични у медаље нису додељиване.
Такмичило се само у мушкој конкуренцији. Медаље су освојили представници две земље. 

## Земље учеснице
Учествовало је 47 биатлонаца из 11 земаља.
| Европа (40)                                                     | Европа (40)                                              | Европа (40)                                                    |
| --------------------------------------------------------------- | -------------------------------------------------------- | -------------------------------------------------------------- |
| - Аустрија (4) - Финска (4) - Источна Немачка (4) - Италија (4) | - Француска (4) - Пољска (4) - СССР (4) - Швајцарска (4) | - Шведска (4) - Уједињено Краљевство (3) - Западна Немачка (4) |
| Северна Америка (4)                                             |                                                          |                                                                |
| САД (4)                                                         |                                                          |                                                                |

## Освајачи медаља

### Мушкарци
| Дисциплина        |                                    | Време               | Заостатак |                         | Време                 | Заостатак |                     | Време                 | Заостатак |
| 20 км појединачно | Владимир Меланин · Совјетски Савез | 1.32:06 4 (2+0+0+2) | -         | Анти Тирвајнен · Финска | 1.33:46,7 4 (2+0+0+2) | +1:39,9   | Хану Пости · Финска | 1.35:02,1 4 (4+0+0+0) | +2:55,3   |

За сваки промашај мете добијала се казна од 2 додатна минута.

## Биланс медаља
|   | Земља           |   |   |   |   |
| - | --------------- | - | - | - | - |
| 1 | Совјетски Савез | 1 | - | - | 1 |
| 2 | Финска          | - | 1 | 1 | 2 |
|   | Укупно (2)      | 1 | 1 | 1 | 3 |

|    | Земља           |   |   |   |    |
| -- | --------------- | - | - | - | -- |
| 1. | Совјетски Савез | 3 | 2 | 2 | 7  |
| 2. | Финска          | 1 | 2 | 2 | 5  |
| 3. | Шведска         | 1 | 1 | 1 | 3  |
|    | Укупно (3)      | 5 | 5 | 5 | 15 |

### Вишеструки освајачи медаља после 5. СП 1958—63
|    | Биатлонац        | Земља           |   |   |   |   |
| -- | ---------------- | --------------- | - | - | - | - |
| 1. | Владимир Меланин | Совјетски Савез | 3 | 0 | 0 | 3 |
| 2. | Анти Тирвајнен   | Финска          | 0 | 2 | 1 | 3 |

## Незванични програм

### Екипна трка
У односу на екипну трку на 2. Светском првенству у биатлону 1959. све је остало исто, сабирање резултата прва 3 такмичара из исте екипе, а систем бодовања је остао исти.
| Дисциплина  | 1. екипа                                                                    | Време     | 2. екипа                                               | Време     | 3. екипа                                         | Време     |
| Екипна трка | Совјетски Савез · Владимир Меланин · Николај Мешчејаков · Валентин Пшеницин | 4.45:56,7 | Финска · Анти Тирвајнен · Хану Пости · Вејко Хакулинен | 4.46:02,5 | Норвешка · Јон Истад · Олав Јордет · Ејил Нихорд | 5.03:55.5 |